# Teroristický útok na péšávarskou školu
Teroristický útok na péšávarskou školu se stal 16. prosince 2014 ve městě Péšávar v severním Pákistánu. Při útoku zahynulo 132 studentů školy ve věku 12–16 let a 9 pracovníků školy. Zahynulo i 7 teroristů. Skupina ozbrojenců ze skupiny Tahrík-e Tálibán-e Pákistán vtrhla do školy v Péšávaru, a začala masakrovat studenty a zaměstnance školy.
V reakci na tento čin zrušil Pákistán moratorium na výkon trestu smrti za terorismus.